# Танзания на летних Олимпийских играх 2020
Танзания принимала участие в летних Олимпийских играх 2020 года, которые проходили в Токио (Япония). Игры изначально должны были пройти в 2020 году, но из-за пандемии COVID-19 состоялись на год позже, с 23 июля по 8 августа 2021 года. Это были четырнадцатые летние Олимпийские игры, в которых участвовала Танзания. Страну представляли 3 спортсмена, выступающие в лёгкой атлетике.

## Предыстория
Олимпийский комитет Танзании был признан Международным олимпийским комитетом в 1968 году. На летних Олимпийских Играх 1964 года спортсмены из Танзании представляли Республику Танганьика. За время участия в Олимпийских играх выиграли две серебряные медали на играх в 1980 году. Эти Олимпийские игры в Токио были четырнадцатыми для Танзании на летних Олимпийских играх. Олимпийские игры 2020 года прошли с 23 июля по 8 августа 2021 года, и в них приняли участие 11656 спортсменов, представляющих 205 национальных олимпийских комитета.

## Состав сборной
Три спортсмена представляли Танзанию на этих Олимпийских играх. Знаменосцем на церемонии закрытия игр был Альфонс Симбу.
 Лёгкая атлетика
1. Альфонс Симбу
2. Габриел Гий
3. Файлуна Абди Матанга

## Результаты

### Лёгкая атлетика
Мужчины
Шоссейные дисциплины
| Спортсмен     | Соревнование | Финал     | Финал |
| Спортсмен     | Соревнование | Результат | Место |
| ------------- | ------------ | --------- | ----- |
| Альфонс Симбу | Марафон      | 2:11:35   | 7     |
| Габриел Гий   | Марафон      | DNF       | DNF   |

Женщины
Шоссейные дисциплины
| Спортсмен            | Соревнование | Финал     | Финал |
| Спортсмен            | Соревнование | Результат | Место |
| -------------------- | ------------ | --------- | ----- |
| Файлуна Абди Матанга | Марафон      | 2:33:58   | 24    |